# Dave Watson
David ("Dave") Watson (Liverpool, 20 november 1961) is een Engels voormalig betaald voetballer die als centrale verdediger speelde. Hij speelde veertien seizoenen voor Everton – waar hij ook lange tijd aanvoerder was – van 1986 tot 2001. 
In 1987 werd Watson landskampioen en in 1995 won hij de FA Cup met Everton. Hij was daarnaast zes jaar actief bij Norwich City. Watson kwam 12 keer uit voor het Engels voetbalelftal en maakte deel uit van de Engelse selectie op het door Nederland gewonnen EK 1988 in West-Duitsland.

## Clubcarrière

### Norwich City
Watson is geboren en getogen in de stad Liverpool en hoewel hij gedurende zijn loopbaan veertien seizoenen voor stadsrivaal Everton uitkwam, was hij een jeugdproduct van Liverpool. Hij geraakte bij Liverpool echter niet verder dan de reserveploeg, waarna tweedeklasser Norwich City hem overnam voor £ 50.000. Hij maakte zijn debuut voor Norwich in de lokale derby tegen Ipswich Town op 26 december 1980. De komende vijf seizoenen miste hij zelden een wedstrijd.
Watson hielp Norwich promotie naar de First Division af te dwingen in het seizoen 1981-1982. Hij degradeerde met Norwich in het seizoen 1984-1985 naar de Second Division, maar de club keerde meteen als kampioen terug naar de hoogste afdeling. Het was de laatste verwezenlijking van Watson bij de club. Uiteindelijk speelde hij 256 officiële wedstrijden voor Norwich in zes seizoenen.

### Everton
Watson verhuisde naar Everton in augustus 1986. Everton had £ 950.000 veil voor de centrale verdediger. Hij debuteerde voor Everton op de eerste speeldag van het seizoen, op 23 augustus 1986. Everton versloeg Nottingham Forest in eigen huis met 2-0. In de wedstrijden die volgden op zijn debuut eiste Watson direct de positie van Europacup II-winnaar Derek Mountfield op, naast aanvoerder Kevin Ratcliffe. Hij werd meteen een sterkhouder en in zijn eerste seizoen op Goodison Park veroverde hij de Engelse landstitel. Hij bereikte met Everton de finale van de FA Cup in 1989, maar na verlengingen verloor Everton van stadsrivaal Liverpool met 3-2. Everton zakte daarna weg naar de middenmoot. Vanaf het seizoen 1992-1993 kwam hij als aanvoerder met Everton uit in de Premier League, maar eindigde steeds buiten de top vijf.
Everton speelde pas medio jaren negentig nog eens een toernooifinale en de club greep toen verrassend zijn kans. Watson was aanvoerder van het elftal dat in het seizoen 1994-1995 de FA Cup won door in de finale Manchester United te verslaan. Paul Rideout scoorde het enige doelpunt. Hij was op dat moment een van de laatst overgebleven spelers die in het seizoen 1986-1987 de landstitel veroverde. Watson bleef de club trouw en was de oudste en langst dienende speler bij Everton na het vertrek van clubicoon Neville Southall in 1998. Het jaar ervoor was hij enkele weken speler-manager na het ontslag van Joe Royle.
Watson was op 37-jarige leeftijd nog altijd een vaste waarde bij Everton. Daarnaast kreeg de centrale verdediger gedurende zijn laatste seizoenen met David Unsworth een vaste partner achterin. Hij bleef aanvoerder en speelde 22 wedstrijden in het seizoen 1998–1999. Een jaar later werd echter duidelijk dat het einde van zijn loopbaan naderde. Watson verloor dan toch zijn plaats aan de Schotse stopper David Weir en speelde zeven competitiewedstrijden in het seizoen 1999–2000. Watson stopte met voetballen aan het einde van het seizoen 2000-2001. Na zijn loopbaan was hij manager van Tranmere Rovers, maar na het seizoen 2001-2002 stapte Watson op.

## Erelijst
| Competitie                |              |              |
| Competitie                | Aantal       | Jaren        |
| Norwich City              | Norwich City | Norwich City |
| ------------------------- | ------------ | ------------ |
| Second Division           | 1×           | 1985/86      |
| Everton                   |              |              |
| Engels landskampioenschap | 1x           | 1986/87      |
| FA Cup                    | 1×           | 1994/95      |
| FA Charity Shield         | 1x           | 1987, 1995   |

## Interlandcarrière
Watson kwam 12 keer in actie voor het Engels voetbalelftal. Zijn eerste cap kwam er op 10 juni 1984, een vriendschappelijke 2-0 overwinning tegen Brazilië. Watson speelde voor het laatst op internationaal niveau op 18 juni 1988, met name op het Europees kampioenschap voetbal 1988 in West-Duitsland tegen de Sovjet-Unie. Engeland verloor de cruciale wedstrijd met 3-1 ondanks een vroege gelijkmaker van Tony Adams, die middag zijn partner centraal in de verdediging. Engeland was hierdoor uitgeschakeld in de groepsfase.